# Grammodes parallelaris
Grammodes parallelaris là một loài bướm đêm trong họ Erebidae.